# Erich Schärer
Erich Schärer (ur. 1 września 1946 w Zurychu) – szwajcarski bobsleista (pilot boba). Czterokrotny medalista olimpijski.
Jeden z najlepszych bobsleistów lat 70. Dwa razy startował na igrzyskach olimpijskich (Innsbruck 1976 i Lake Placid 1980) i na obu zdobywał po dwa medale, w tym złoty w 1980 w dwójkach. Jego stałym partnerem był Joseph Benz. Siedem razy był mistrzem świata, a łącznie czternaście razy stawał na podium tej imprezy.